# 尼摩德·馬希奇
尼摩德·馬希奇（Nimrod Mashich，1988年7月10日—），是一名以色列的帆船運動員，在世錦賽的最佳成績為亞軍。

## 外部連結
- Nimrod Mashich （页面存档备份，存于） - ISAF